# Temno (film)
Temno je český barevný historický film z roku 1950, který trvá 124 minut. Film natočil režisér Karel Steklý podle vlastního scénáře na námět stejnojmenného románu Aloise Jiráska, děj filmu byl nicméně oproti knize na řadě míst upraven v duchu dobově odpovídající ideologie (konflikt s vrchností je líčen jako více-méně pouze národnostní a třídní spor, z náboženských motivů jsou ponechány především ty, které lze negativně /především protikatolicky/ interpretovat).

## Obsazení
- Ladislav Boháč … myslivec Machovec
- Jiřina Švorcová … Helenka
- Eduard Cupák … Tomáš
- Theodor Pištěk … regent Lhotský
- Helena Friedlová … Polixena
- Svatopluk Majer … správce Čermák
- Jaroslav Raušer … Březina
- Jarmila Zítková … Březinová
- Zdeněk Kampf … Jiřík
- Miloš Nedbal … deklamátor Svoboda
- Vítězslav Vejražka … P. Firmus
- Martin Růžek … Koniáš
- Růžena Gottliebová … Tvarůžková
- Otto Čermák … jezuita Daniel Suk
- Jarmila Urbánková … Rosa Lerchová
- Karel Pavlík … jezuita Mateřovský
- Bohumil Švarc … Hubatius
- Zdeněk Bittl … Vostrý
- Terezie Brzková … babička
- Vladimír Řepa … Klouzek
- Antonín Solmar … provinciál Seidel
- Ladislav Kulhánek … myslivec Václav Svoboda
- Viktor Očásek … kostelník v průvodu Koniáše
- Bedřich Kubala … Lazar Kiš
- Zdeněk Kryzánek … českobratrský kněz
- Antonín Soukup … měšťan-asesor Zatočil
- Oldřich Velen … rytíř Mladota
- Vítězslav Boček … sedlák Klanec
- Felix le Breux … Jan Josef z Vrtby
- Eman Fiala … písař Franc
- František Holar … dráb Kořínek
- Karel Máj … sedlák
- J. O. Martin … rychtář
- Václav Trégl … sluha u Březiny Mariánek
- Karel Dostal … český bratr u Machovce
- Eva Svobodová … chalupnice
- Sláva Jankovcová … služebná u Polixeny Kačka
- Otýlie Beníšková … plačící žena
- Jaroslav Švec … tanečník menuetu
- Josef Toman … vinař Novotný
- František Miroslav Doubrava … syn Novotného
- Oldřich Dvorský … Zámiš
- Emil Dlesk … drábův pomocník
- František Marek … páter
- Richard Záhorský … páter
- Josef Benátský … pražský purkmistr
- Gabriela Bártlová … žena na hostině

## Ocenění
- 1950 Národní cena za vysokou kvalitu barevné fotografie